# Ida Odén
Ida Odén (ur. 14 kwietnia 1987 w Borås) – szwedzka piłkarka ręczna, reprezentantka kraju, grająca na pozycji środkowej rozgrywającej. Obecnie występuje w IK Sävehof.

## Sukcesy

### reprezentacyjne
- Mistrzostwa Europy:
  -  2014

### klubowe
- Mistrzostwa Szwecji:
  -  2007, 2009, 2010, 2011, 2012